# Fernando Amorebieta
Fernando Amorebieta Mardaras (ur. 29 marca 1985 w Cantaura, Wenezuela) – piłkarz hiszpański narodowości baskijskiej, pochodzenia wenezuelskiego, grający na pozycji środkowego obrońcy. Jest wychowankiem baskijskiego klubu Athletic Bilbao, gdzie grał do 2013 roku. Z klubem tym związany był od 1996 roku, a w jego pierwszym zespole występował od 2005 roku. W maju 2013 podpisał czteroletni kontrakt z Fulham.

## Kariera klubowa
- Kluby juniorskie: Szkółka San Miguel (1995/96), Athletic Bilbao (1996–2003).
- Kluby seniorskie: CD Baskonia (2003/04), Athletic Bilbao „B” (2004–2006),
Athletic Bilbao (od 2005).
- Debiut w Primera División: 07.01.2006 w meczu Athletic – Deportivo La Coruña 1:2.

## Kariera reprezentacyjna
Stan na 11 października 2011 r.
- Reprezentacja Kraju Basków
  - Debiut: 20 czerwca 2007 r. w meczu Wenezuela – Baskonia (3:4).
  - Bilans: 3 mecze.
- Reprezentacja Wenezueli
  - Debiut: 2 września 2011 r. w meczu Argentyna – Wenezuela (1:0).
  - Bilans: 2 mecze, jedna bramka.